# Шултс, Ричард Эванс
Ри́чард Э́ванс Шултс (англ. Richard Evans Schultes, 12 января 1915 — 10 апреля 2001) — американский ботаник, считаемый отцом современной этноботаники.
Шултс занимался исследованиями по использованию традиционных энтеогенов, или галлюциногенных растений, в особенности в Амазонке.
Преподавал в Гарвардском университете, является автором ряда популярных книг. Лауреат премии Тайлера (1987), удостоен Golden Plate Award от Academy of Achievement (1988).

## Биография
Шултс учился в Гарварде с 1934 по 1941.
Получил степень бакалавра биологии в 1937 году, степень магистра искусств в области биологии в 1938 году, докторскую степень в области ботаники в 1941 году.
Ещё будучи студентом, занимался исследованиями мексиканских галлюциногенных растений,  в том числе ритуального использования кактуса пейотль, содержащего мескалин, среди индейцев кайова штата Оклахома.
В 1941 году проводил полевые исследования, изучая растения, используемые для приготовления кураре. После вступления США во Вторую мировую войну правительство привлекло его к исследованию возможностей нахождения альтернативных источников натурального каучука. Шултс собрал и изучил более 3500 образцов каучуконосной гевеи.
До начала 1950-х годов Шултс почти постоянно жил в дождевых лесах Южной Америки. Стремясь узнать как можно больше о разных видах местных растений, он часто расспрашивал об этом местных индейских шаманов. Шултс утверждал, что шаманы охотно делятся с посторонними людьми знаниями о медицинских свойствах растений, однако ботанические знания индейцев исчезают даже быстрее, чем сами растения.
В 1953 году Шултс вернулся в США и приступил к работе в Гарвардском университете. Через шесть лет он женился на оперной певице Дороти Кроуфорд Макнейл. У них было трое детей.
Профессор Шултс вышел на пенсию из Гарвардского университета в 1985 году.
В 1992 году он подписал «Предупреждение человечеству».